# Tara (odštevek)
Tára (italijansko tara, arabsko tarha) je masa ovojnine (npr. zaboja, vreče, soda), v kateri pošiljajo blago; tara je razlika med bruto težo blaga (to je težo brez odbitkov) in neto težo (čisto težo) blaga.